# 대덕교통
대덕교통(大德交通, 前 대덕버스)는 대구광역시 버스 회사로, 본사는 동호공영차고지에 있다.

## 개요
- 1966년 4월 1일에 시내버스 운송면허를 취득[3] 하여, 경상북도 대구시 동구 범어동에서 대덕버스자동차주식회사 로 설립되었다.
- 1980년 3월 6일 대덕버스 통합 2년만에 대덕버스 일부노선을 대일버스로 분리 독립한데 이어, 1982년 대구직할시 수성구 만촌3동 대륜고등학교 옆으로 이전하였다.
- 2003년 10월 만촌3동 차고지 자리에 아파트가 들어서게 되면서 동구 동호동공영차고지로 이전했다.
- 자동변속기는 ZF만 이용한다.
- 대덕버스의 전 대표는 대덕버스 외에도 북구 산격2동 종합유통단지 내 엑스코 뒷편의 아울렛 매장인 올브랜아울렛을 운영했었으며, 현재는 NC아울렛으로 임대했다.
- 2020년 12월에 대덕버스에서 대덕교통으로 사명을 변경했다.

## 차량 현황
본래는 대우 원메이크였으나, 2011년부터 현대차량을 도입하기 시작하여 2019년 말에 현대 원메이크로 전환했다. 그러다가 2021년 8월 중순에 에디슨모터스의 스마트 110 전기 저상버스를 (화이버드 전기버스까지 통틀어) 대구 최초로 도입했으며, 2022년 5월에는 스마트 110G 저상버스도 대구 최초로 도입했다.
- 현대자동차: 뉴 슈퍼 에어로시티, 저상 뉴 슈퍼 에어로시티
- KGM커머셜: 스마트 110, 110G 저상버스

## 차고지
- 차고지: 대구광역시 동구 경안로 700 (동호동 206-8)
- 면허지: 대구광역시 수성구 만촌3동

## 노선
| 노선번호  | 운행경로 기점 ↔ 중간경유지 ↔ 종점 | 운행경로 기점 ↔ 중간경유지 ↔ 종점 | 운행경로 기점 ↔ 중간경유지 ↔ 종점 | 운행대수     | 비고          |
| --------- | --------------------------------- | --------------------------------- | --------------------------------- | ------------ | ------------- |
| 708번     | 북구 동호동                       | 북구 칠성동2가 대구역             | 동구 동호동 상록아파트            | 12 (저상 8)  | 영진교통 공배 |
| 836번     | 동구 동호동 반야월역              | 중구 대신동 서문시장역            | 달서구 대천동 대천동공영차고지    | 14 (저상 10) | 대명교통 공배 |
| 동구1번   | 동구 신평동 조일고등학교          | 수성구 범어2동 범어역             | 동구 신평동 조일고등학교          | 9 (저상 6)   | 단독운행      |
| 동구1-1번 | 동구 신평동 조일고등학교          | 수성구 범어2동 범어역             | 동구 신평동 조일고등학교          | 9 (저상 3)   | 단독운행      |
| 예비      |                                   |                                   |                                   | 2            | 단독운행      |
| 5종       |                                   |                                   |                                   | 46대         |               |

## 갤러리

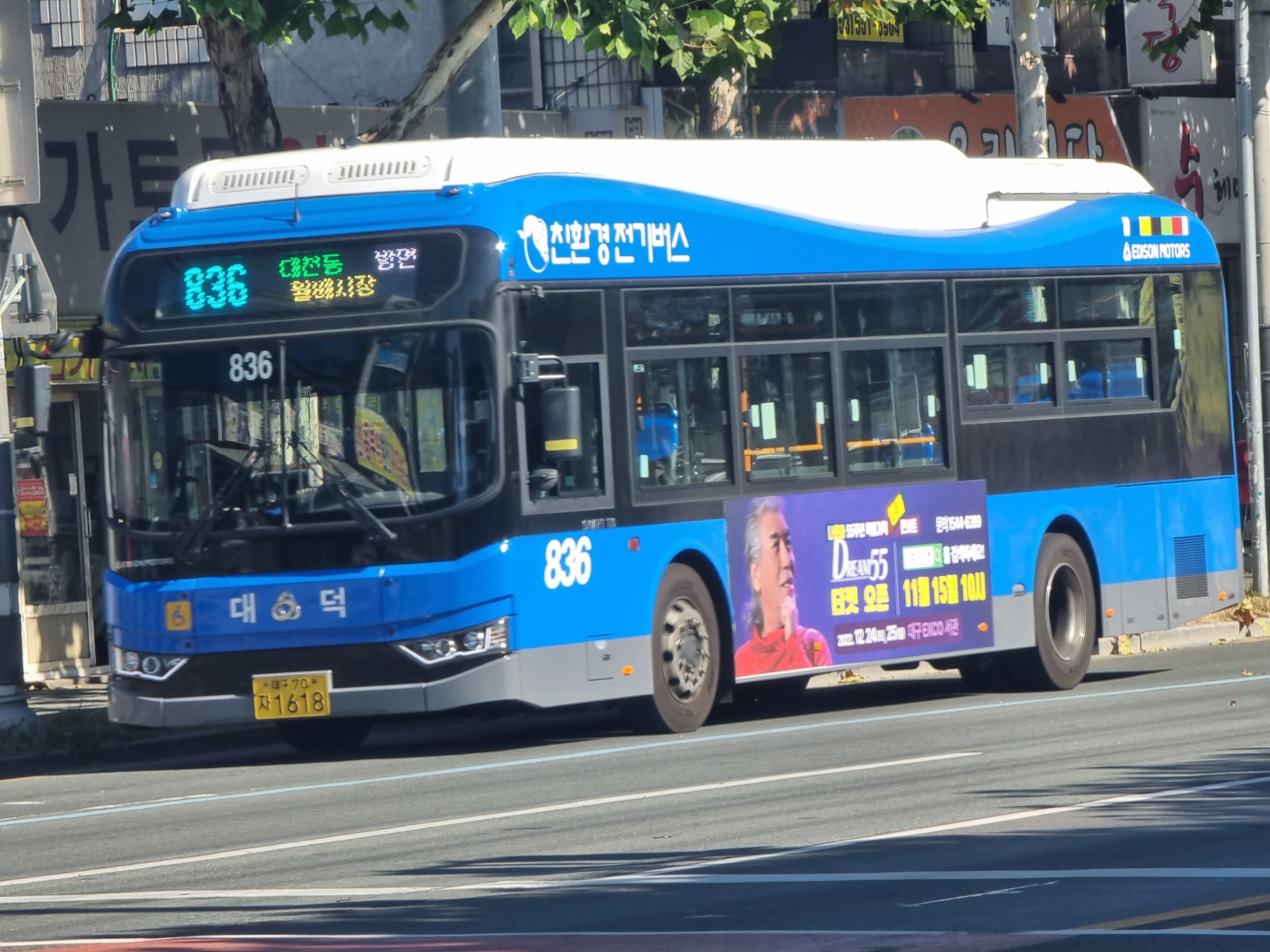
대구시내버스 836번